# Pháo kích Shimonoseki
Pháo kích Shimonoseki (Nhật: 下関戦争/馬関戦争 (Hạ Quan chiến tranh/Mã Quan chiến tranh) Hepburn: Bakan Sensō/Shimonoseki Sensō) là một loạt các cuộc pháo kích chống lại phiên Chōshū vào năm 1863 và 1864, nhằm giành quyền kiểm soát eo biển Shimonoseki bởi hạm đội liên hợp hải quân bốn nước Anh, Pháp, Hà Lan và Mỹ, diễn ra ngoài khơi và trên bờ biển Shimonoseki.

## Bối cảnh
Bất chấp những nỗ lực xoa dịu của Mạc phủ Tokugawa nhằm thiết lập bầu không khí đoàn kết hòa bình, nhiều daimyō vẫn cay đắng bất bình với chính sách mở cửa ngoại thương của Mạc phủ. Sự phản đối mạnh mẽ đối với ảnh hưởng của châu Âu và Mỹ bùng lên thành xung đột mở khi Thiên hoàng Kōmei, phá vỡ truyền thống triều đình hàng thế kỷ, bắt đầu đóng vai trò tích cực trong các vấn đề của nhà nước và ban hành vào ngày 11 tháng 3 và 11 tháng 4 năm 1863 chiếu chỉ "Lệnh trục xuất những kẻ man di" (攘夷実行の勅命 – Jōi jikkō no chokumei).
Phiên Chōshū, dưới sự lãnh đạo của daimyō Mōri Takachika, bắt đầu hành động trục xuất tất cả người nước ngoài sau hạn chót là ngày 10 tháng 5, theo lịch truyền thống của Nhật Bản. Công khai thách thức Mạc phủ, Takachika ra lệnh cho quân mình nổ súng mà không báo trước đối với tất cả các tàu thuyền nước ngoài đi qua eo biển Shimonoseki. Đường thủy dài 600 mét mang tính chiến lược nhưng nguy hiểm này chia cắt các đảo Honshū và Kyūshū và cung cấp một con đường nối Biển Nội địa với Biển Nhật Bản.
Ngay cả trước khi căng thẳng leo thang ở eo biển Shimonoseki, các nhà ngoại giao và chuyên gia quân sự nước ngoài, đặc biệt là Công sứ Mỹ tại Nhật Bản Robert Pruyn và Đại úy Hải quân Mỹ David McDougal đã nhận thức được tình trạng bấp bênh ở Nhật Bản. McDougal đã viết một bức thư cho Bộ trưởng Hải quân, Gideon Welles, ngày 12 tháng 6 năm 1863, nêu rõ, "Ý kiến chung là chính phủ Nhật Bản đang trong giai đoạn trước của cuộc cách mạng, đối tượng chính là trục xuất người nước ngoài."

### Tôn vương Nhương di
Phiên Chōshū được trang bị hầu hết là những khẩu đại bác cổ, bắn đạn đại bác, nhưng cũng có một số vũ khí hiện đại, chẳng hạn như năm khẩu 8 inch (200 mm) Dahlgren, đã được Mỹ tặng lại cho Nhật Bản, và ba tàu chiến hơi nước do Mỹ chế tạo: thuyền ba buồm Daniel Webster với sáu khẩu đại bác, thuyền hai buồm Lanrick, hoặc Kosei, với mười khẩu đại bác và tàu hơi nước Lancefield, hay Koshin, mang bốn khẩu đại bác.
Cuộc tấn công đầu tiên xảy ra vào ngày 25 tháng 6 năm 1863, ngay sau khi "Sắc chỉ nhương di" có hiệu lực. Tàu thương mại chạy bằng hơi nước SS Pembroke, dưới sự chỉ huy của Thuyền trưởng Simon Cooper, đang thả neo bên ngoài eo biển Shimonoseki thì bị hai tàu chiến của Chōshū được chế tạo ở châu Âu đánh chặn và nã pháo.
Thủy thủ đoàn của một tàu Chōshū đã chế nhạo các thủy thủ Mỹ điên cuồng bằng một tiếng kêu to và khiếp đảm: "Tôn vương Nhương di!" (尊皇攘夷 sonnō jōi). Dưới làn đạn đại bác bắn tới tấp, Pembroke đã cố gắng tiến được và thoát ra ngoài qua eo biển Bungo liền kề với chỉ thiệt hại nhẹ và không có thương vong.
Khi vừa đặt chân đến Thượng Hải, Cooper đã nộp báo cáo về vụ tấn công và gửi nó đến Lãnh sự quán Hoa Kỳ ở Yokohama, Nhật Bản. Ngày hôm sau, tàu thông báo của hải quân Pháp Kien Chan cũng đang thả neo bên ngoài eo biển, thì pháo binh của quân Chōshū trên đầu các mũi tàu xung quanh Shimonoseki đều nã đạn như mưa vào con tàu. Kien Chan bị hư hỏng động cơ và bị thương bốn người trước khi thoát ra biển khơi.
Vào ngày 11 tháng 7, bất chấp cảnh báo từ thủy thủ đoàn của tàu Kien Chan, tàu chiến 16 khẩu đại bác Medusa của Hà Lan đã đi vào eo biển Shimonoseki. Thuyền trưởng lái tàu là François de Casembroot, tin chắc rằng Lãnh chúa Mori sẽ không dám bắn vào tàu của mình do sức mạnh của con tàu của ông và mối quan hệ lâu đời giữa Hà Lan và Nhật Bản.
Nhưng Takachika đã dám làm vậy, nã oàng oàng vào Medusa bằng hơn ba mươi quả đạn pháo và giết hoặc làm bị thương chín thủy thủ. De Casembroot bắn trả và chạy thoát khỏi vòng vây của quân Chōshū với tốc độ tối đa, lo sợ sẽ gây nguy hiểm đến tính mạng của Tổng lãnh sự Hà Lan, người có mặt trên tàu. Trong một thời gian ngắn, lãnh chúa Nhật Bản đã bắn trúng cờ của hầu hết các quốc gia có lãnh sự quán tại Nhật Bản.

### Trận chiến eo biển Shimonoseki

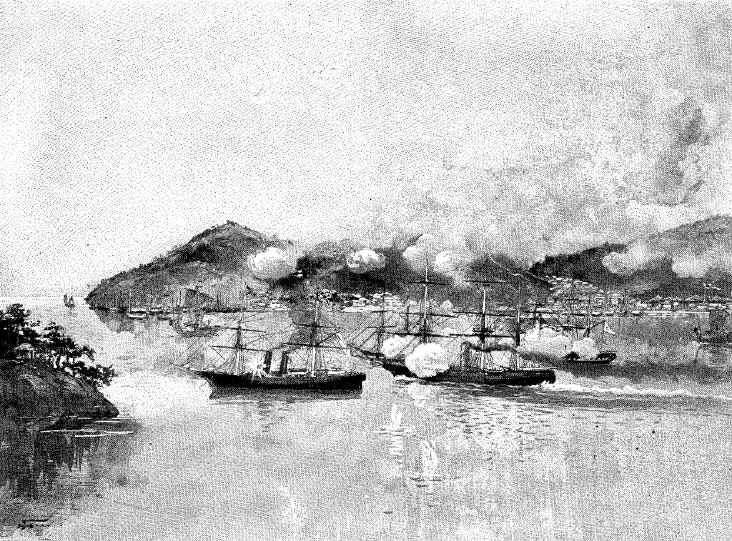
USS Wyoming chiến đấu ở eo biển Shimonoseki chống lại các tàu chiến chạy bằng hơi nước Daniel Webster, Lanrick và Lancefield của Chōshū.

Sáng ngày 16 tháng 7 năm 1863, được sự tán thành của công sứ Pruyn, trong một phản ứng nhanh chóng rõ ràng trước cuộc tấn công vào tàu Pembroke, tàu khu trục USS Wyoming, dưới sự chỉ huy của Thuyền trưởng McDougal, đã đi vào eo biển và một mình giao chiến với tàu do Mỹ chế tạo. nhưng hạm đội địa phương có người điều khiển kém cỏi trong gần hai giờ trước khi rút lui. McDougal đánh chìm hai tàu đối phương và làm hư hại nặng một chiếc khác, cùng với đó là thương vong cho khoảng 40 người Nhật. Chiếc Wyoming bị thiệt hại nghiêm trọng, 4 thủy thủ đoàn chết và 7 người bị thương, một người sau đó chết vì vết thương của mình. Hai tàu hơi nước phía Nhật bị tàu Wyoming đánh chìm được Chōshū đưa lên một lần nữa vào năm 1864 và cột vào cảng Hagi làm chiến lợi phẩm.

## Diễn biến

### Chiến sự năm 1863

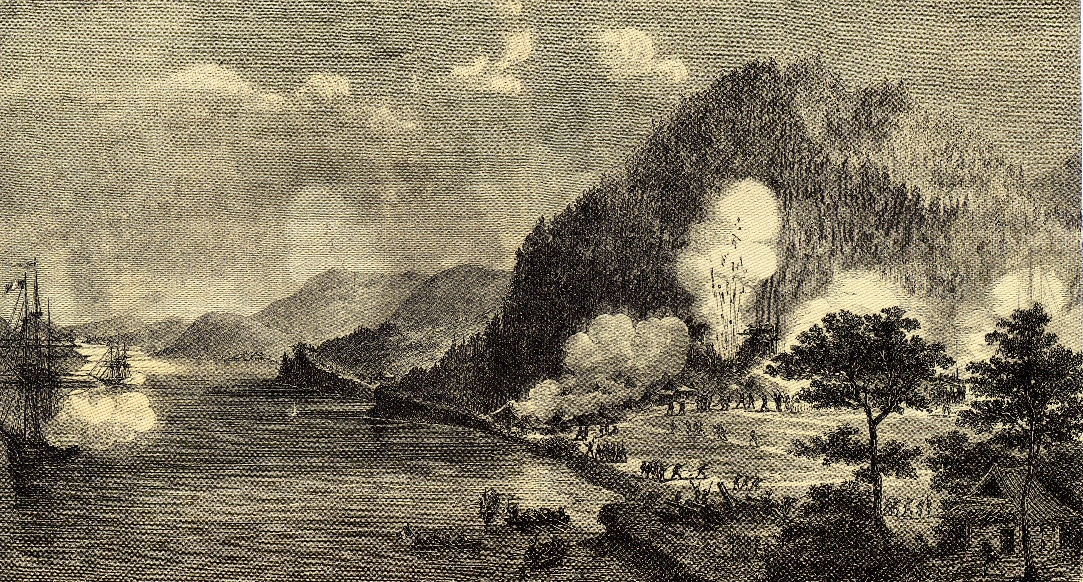
Cuộc giao tranh của Pháp tại Shimonoseki, với các tàu chiến Tancrède và Semiramis, dưới sự chỉ huy của Chuẩn đô Đốc Charles Jaurès. Le Monde illustré, ngày 10 tháng 10 năm 1863.

Sau cuộc giao tranh của McDougal, vào ngày 20 tháng 7, Hải quân Pháp trả đũa vụ tấn công tàu buôn của họ. Lực lượng của Pháp bao gồm thủy quân lục chiến và hai tàu chiến, tàu thông báo Tancrède và kỳ hạm của Đô đốc, Semiramis. Với 250 người dưới sự chỉ huy của Đại úy Benjamin Jaurès, họ tràn vào Shimonoseki và phá hủy một thị trấn nhỏ, cùng với ít nhất một ụ pháo.
Sự can thiệp được đại sứ đặc mệnh toàn quyền Pháp tại Nhật Bản là Duchesne de Bellecourt ủng hộ, nhưng chính phủ Pháp, một khi nhận được thông báo, đã chỉ trích mạnh mẽ các đại diện của họ tại Nhật vì đã có những bước đi thiếu nghiêm túc như vậy, vì lý do rằng Pháp có những cam kết quân sự quan trọng hơn nhiều để tôn trọng ở các khu vực khác trên thế giới, và không thể để xảy ra xung đột ở Nhật Bản. Duchesne de Bellecourt bị miễn chức vào năm 1864.
Mạc phủ còn chúc mừng Jaurès vì đã có những bước đi quyết định chống lại phe Nhương di, và được trao tặng một biểu ngữ đặc biệt.

### Chiến sự năm 1864

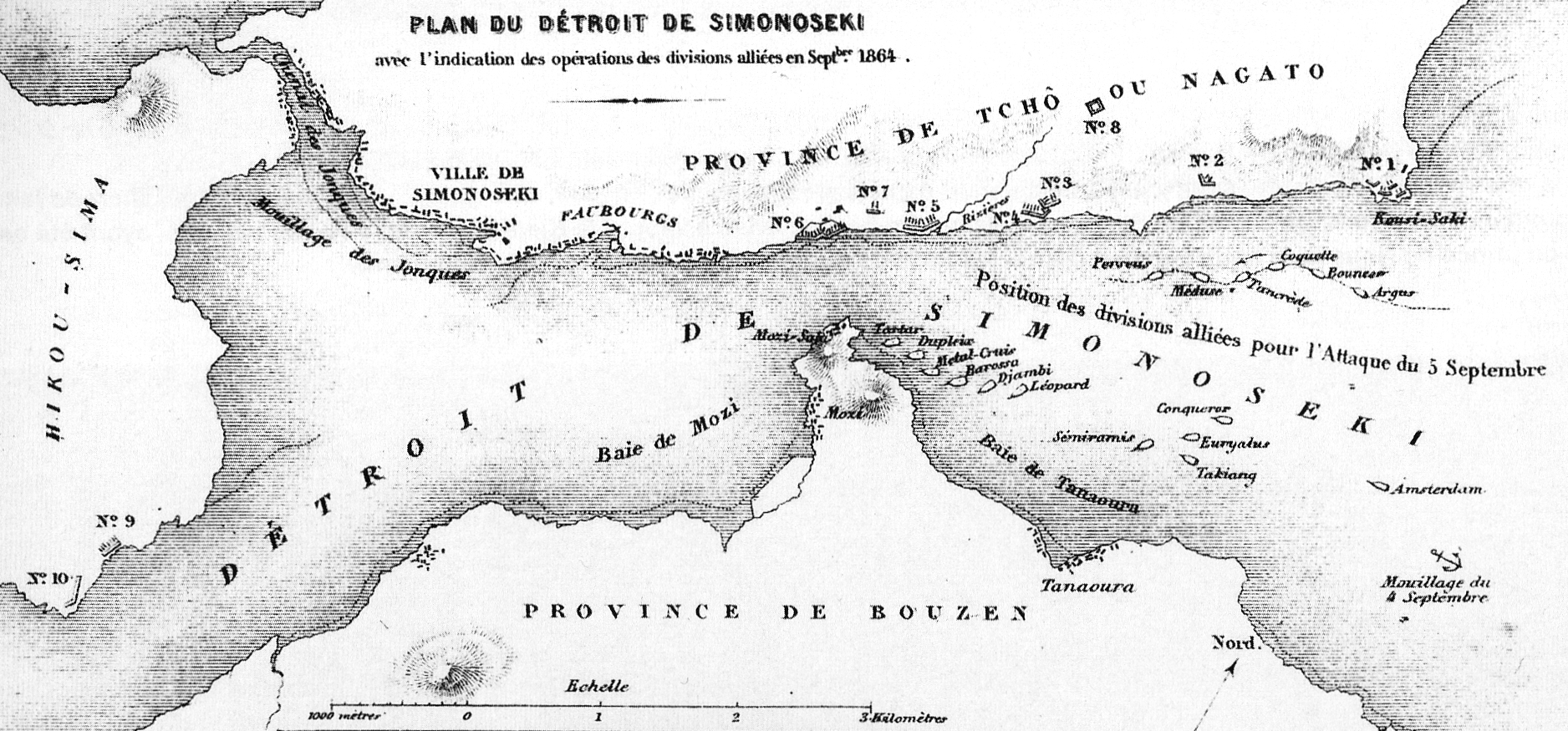
Bản đồ cuộc tấn công của quân đồng minh vào Shimonoseki, vào tháng 9 năm 1864.

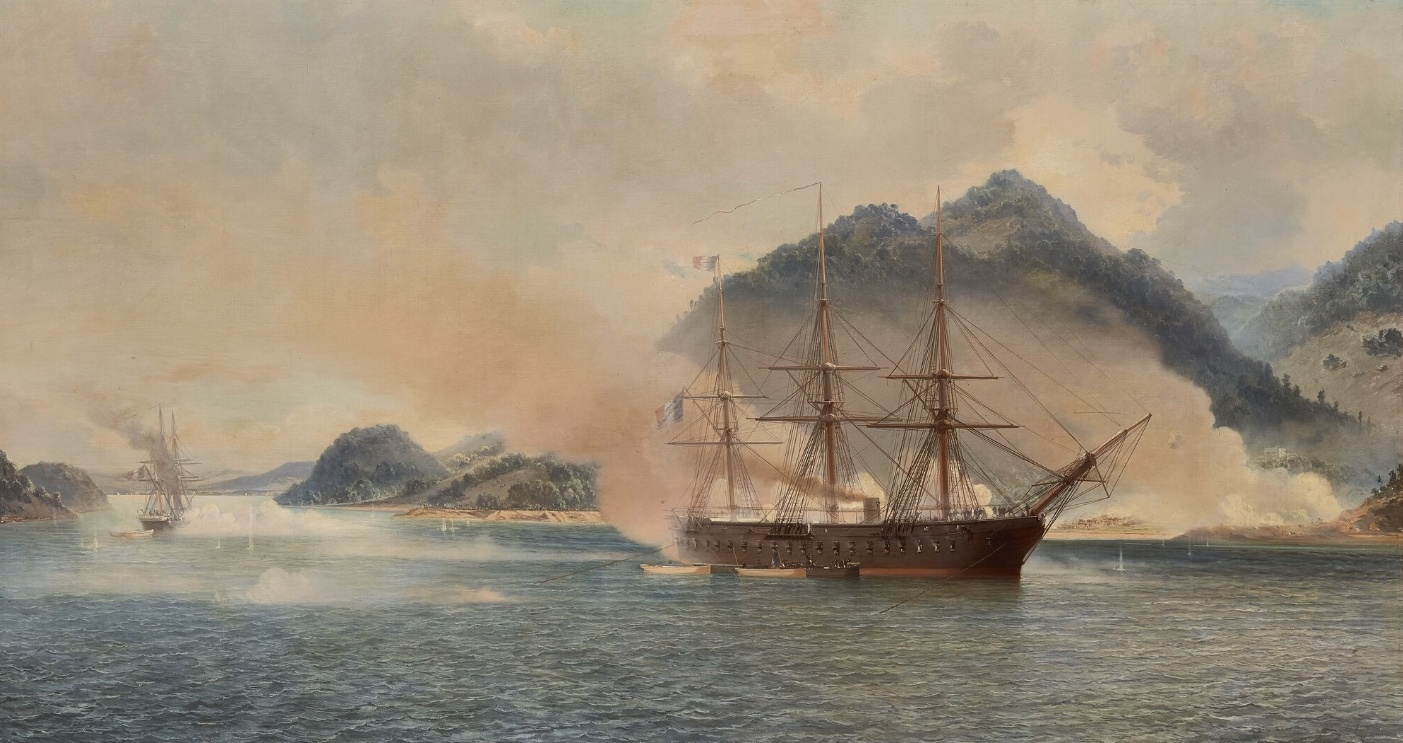
Trận pháo kích Shimonoseki của tàu chiến Pháp Tancrède (phía sau) và kỳ hạm của Đô đốc, Semiramis. (cận cảnh), Jean-Baptiste Henri Durand-Brager, 1865.

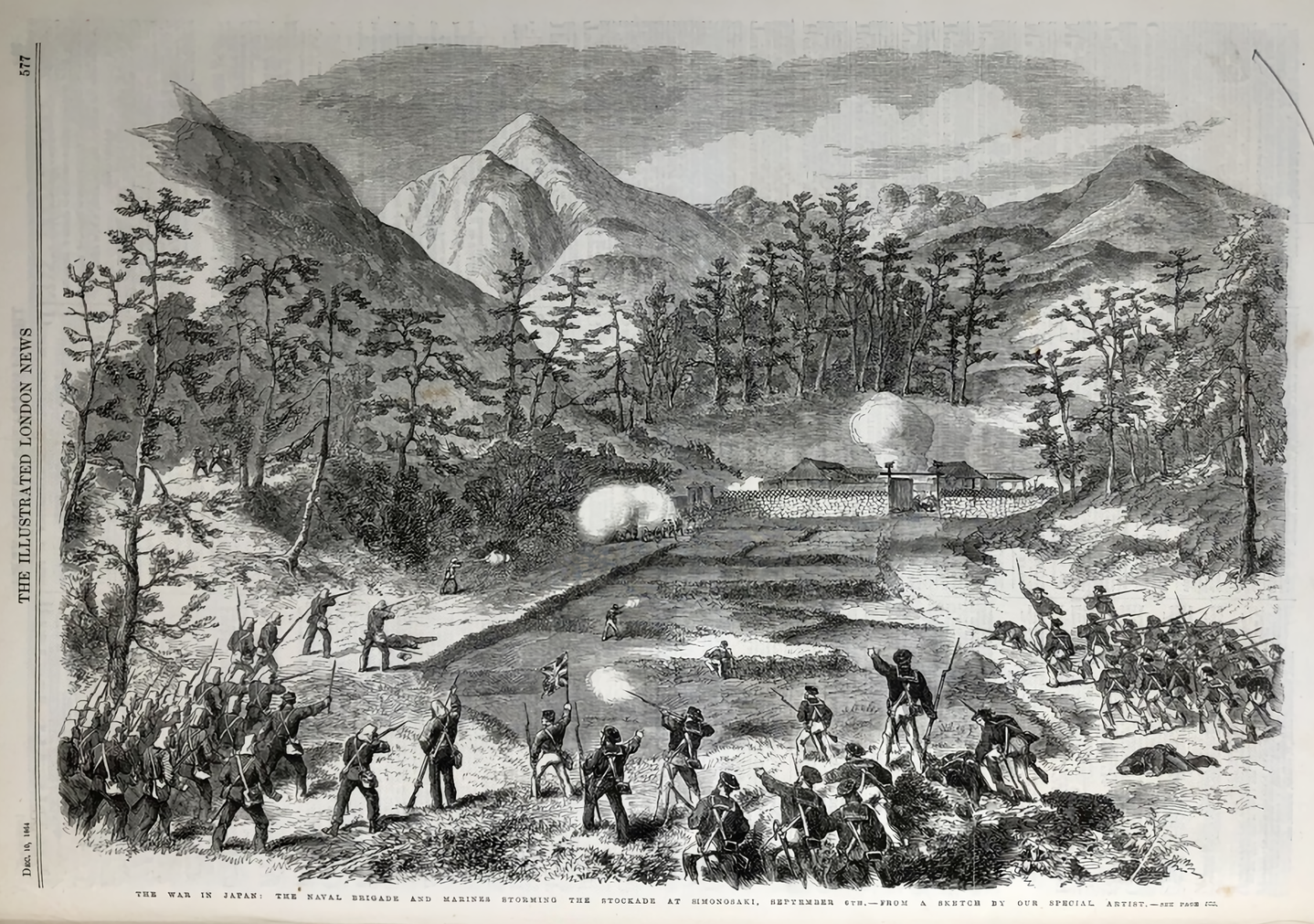
Lữ đoàn hải quân Anh và lính thủy đánh bộ tấn công hàng rào bằng cọc tại Shimonoseki, The Illustrated London News, Tháng 12 năm 1864.

Ngày 17 tháng 8 năm 1864, một hạm đội bao gồm chín tàu Anh (Euryalus, Conqueror, Tartar, Leopard, Barrosa, Perseus, Argus, Coquette và Bouncer), bốn tàu Hà Lan (Djambi, Metalen-Kruis, Medusa và Amsterdam), và ba tàu chiến Pháp (Tancrède, Sémiramis và Dupleix), cùng với 2.000 binh lính, thủy quân lục chiến và thủy thủ, tất cả dưới sự chỉ huy của Đô đốc Sir Augustus Leopold Kuper của Hải quân Hoàng gia, đã rời khỏi Yokohama tiến vào eo biển Shimonoseki.
Tàu hơi nước do Mỹ điều hành Ta-Kiang đã đồng hành cùng hạm đội nhằm góp phần hỗ trợ chiến dịch này. Trận chiến kéo dài hai ngày sau đó vào ngày 5 và 6 tháng 9 đã làm được điều mà các cuộc hành quân trước đó không làm được; nó đã phá hủy khả năng của phiên Chōshū trong việc gây chiến với các cường quốc phương Tây. Không thể sánh được với hỏa lực của hạm đội quốc tế, và trong bối cảnh thương vong ngày càng tăng, quân binh Chōshū cuối cùng đầu hàng hai ngày sau vào ngày 8 tháng 9 năm 1864.
Thương vong của quân Đồng minh bao gồm 72 người chết hoặc bị thương và hai tàu của Anh bị hư hại nặng. Một tường thuật đầy đủ về trận chiến có trong quyển A Diplomat in Japan của Ernest Satow. Satow đã có mặt với tư cách là phiên dịch viên trẻ tuổi cho đô đốc Anh, Augustus Kuper trên chiếc kỳ hạm HMS Euryalus của Anh, do Thuyền trưởng J. H. I. Alexander chỉ huy. Đó cũng là hành động mà tại đó Duncan Gordon Boyes được thưởng Thập tự Chiến thắng (VC) của mình ở tuổi mười bảy. Satow mô tả Boyes đã nhận được phần thưởng "vì đức tính cực kỳ can đảm ở một người quá trẻ." Một người chiến thắng VC khác tại Shimonoseki là Thomas Pride, và người thứ ba là người Mỹ đầu tiên giành được huy chương, William Seeley. De Casembroot đã viết lời tường thuật của mình về các sự kiện này trong quyển De Medusa in de wateren van Japan, in 1863 en 1864.
Thỏa thuận nghiêm ngặt, được đưa ra sau lệnh ngừng bắn và do Công sứ Mỹ Pruyn tiến hành đàm phán, bao gồm khoản bồi thường 3.000.000 đô la từ phía Nhật Bản, số tiền tương đương với chi phí của khoảng 30 tàu hơi nước vào thời điểm đó. Mạc phủ Tokugawa tỏ ra không có khả năng chi trả số tiền như vậy, và thất bại này trở thành cơ sở của sức ép từ bên ngoài nhằm tiếp tục mở các cảng; Nhật Bản buộc phải lựa chọn giữa việc bồi thường ba triệu piastres và mở một cảng khác trên Biển Nội địa. Bến cảng Hyōgo đã được mở cửa cho hoạt động ngoại thương và thuế hải quan được giảm đồng nhất xuống còn 5%.

## Hậu quả
Ngay sau sự can thiệp của nước ngoài, Mạc phủ cũng đã khởi động chuẩn bị riêng cho một cuộc thảo phạt Chōshū, sử gọi là cuộc chinh phạt Chōshū lần thứ nhất. Mạc phủ làm như vậy nhằm trừng phạt sự biến Cấm môn năm 1864, do quân phiên Chōshū dám tấn công binh lính Mạc phủ ở Kyoto. Tuy nhiên, cuộc chinh phạt đã bị hủy bỏ sau khi một thỏa hiệp được thông qua, liên quan đến việc xử trảm những kẻ chủ mưu của cuộc nổi dậy. Cùng thời điểm với chiến dịch này, Hải quân Hoàng gia Anh giao chiến với samurai Satsuma trong vụ pháo kích Kagoshima, một trong số các cuộc xung đột Nhật Bản năm 1863 và 1864.

## Ý nghĩa lịch sử
Gần giống với một loạt các cuộc xung đột nhỏ do các cường quốc châu Âu gây ra ở châu Á, châu Phi và các nơi khác trong thế kỷ XIX, những rắc rối ở Nhật Bản dường như minh chứng cho chính sách ngoại giao pháo hạm của họ, một công cụ phổ biến trong chủ nghĩa đế quốc. Sự căm phẫn cay đắng trước ảnh hưởng của nước ngoài khiến phiên Chōshū cảm thấy có lý khi tham gia vào những hành động khiêu khích quân sự ngu xuẩn bất chấp chính phủ của họ.
Sự tức giận mang tính dân tộc tương tự nhắm vào người nước ngoài sau này bùng phát trong Phong trào Nghĩa Hòa Đoàn ở Trung Quốc. Sau đó, Mỹ và các đồng minh châu Âu cảm thấy buộc phải sử dụng vũ lực quân sự để duy trì hiệp ước với Nhật Bản. Đối với Mỹ, tháng 7 năm 1863 là một tháng quan trọng, với các trận Gettysburg và Vicksburg. Trong khi bị lôi kéo một cách cay đắng vào cuộc nội chiến đẫm máu, chính phủ của Tổng thống Abraham Lincoln đã bị thế giới theo dõi cẩn thận vì những dấu hiệu của sự yếu kém và thiếu quyết đoán. Các hành động của tàu USS Wyoming đã khiến nó trở thành tàu chiến nước ngoài đầu tiên duy trì một cách xúc phạm các quyền lợi về hiệp ước với Nhật Bản; thực tế này cùng với khả năng các sự kiện sẽ làm Mỹ sa lầy trong một cuộc chiến tranh nước ngoài đã khiến trận Shimonoseki trở thành một cuộc giao tranh quan trọng.
Trong khi các trận chiến ở eo biển Shimonoseki chỉ là lời chú ở cuối trang trong lịch sử của các cường quốc châu Âu, thì một khía cạnh thú vị của vụ pháo kích này là sự tháo vát của người Nhật, điều mà một thế hệ người châu Âu và Mỹ khác sẽ đánh giá cao trong tám mươi năm sau. Người Nhật thời phong kiến đã không để mắt đến một con tàu chạy bằng hơi nước cho đến khi Đề đốc Perry đến chỉ một thập kỷ trước trận hải chiến của tàu USS Wyoming. Tuy nhiên, họ đã nhanh chóng phát triển vượt bậc trong một khoảng thời gian ngắn.
Năm 2004, chính quyền thành phố Shimonoseki, nhận thức được tầm quan trọng của cuộc pháo kích trong lịch sử Nhật Bản, đã đặt một số bản sao với kích thước thật của những khẩu đại bác mà Chōshū sử dụng tại nơi chúng bị chiếm. Các bản sao được làm bằng thép rỗng và bao gồm hiệu ứng âm thanh hoạt động bằng đồng xu và khói từ thùng.